# Sabotin
Le Sabotin (en italien : Sabotino ; en frioulan : Mont di San Valantin ; en slovène : Sabotin) est une montagne située entre Italie et la Slovénie.

## Géographie
Le Sabotin est bordé par l'Isonzo et se situe au nord de Gorizia.

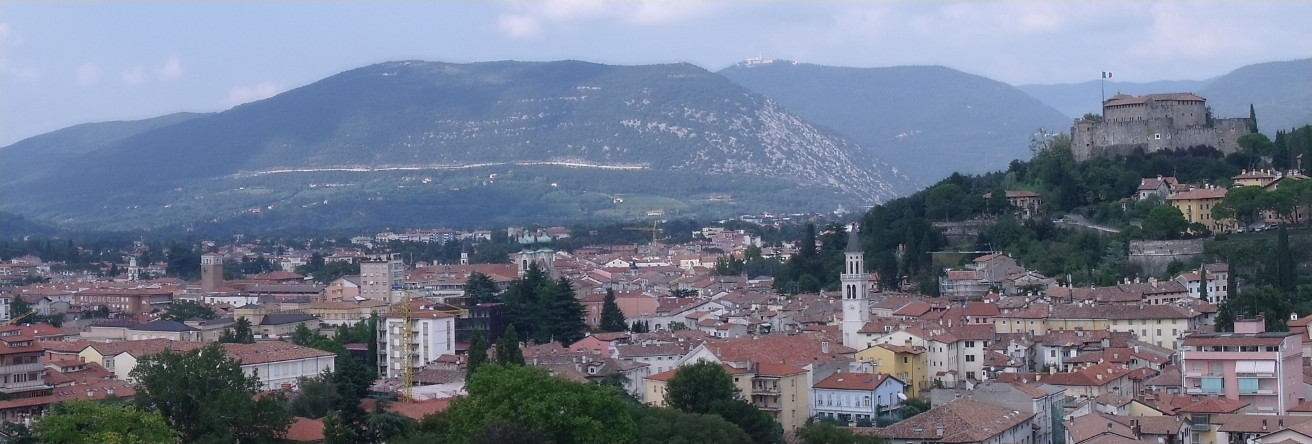
Vue depuis Gorizia.

## Histoire
En raison des événements de la Première Guerre mondiale, la montagne a été déclarée monument national italien par le décret royal no 1386 de 1922 pour devenir le parc transfrontalier de la Paix.

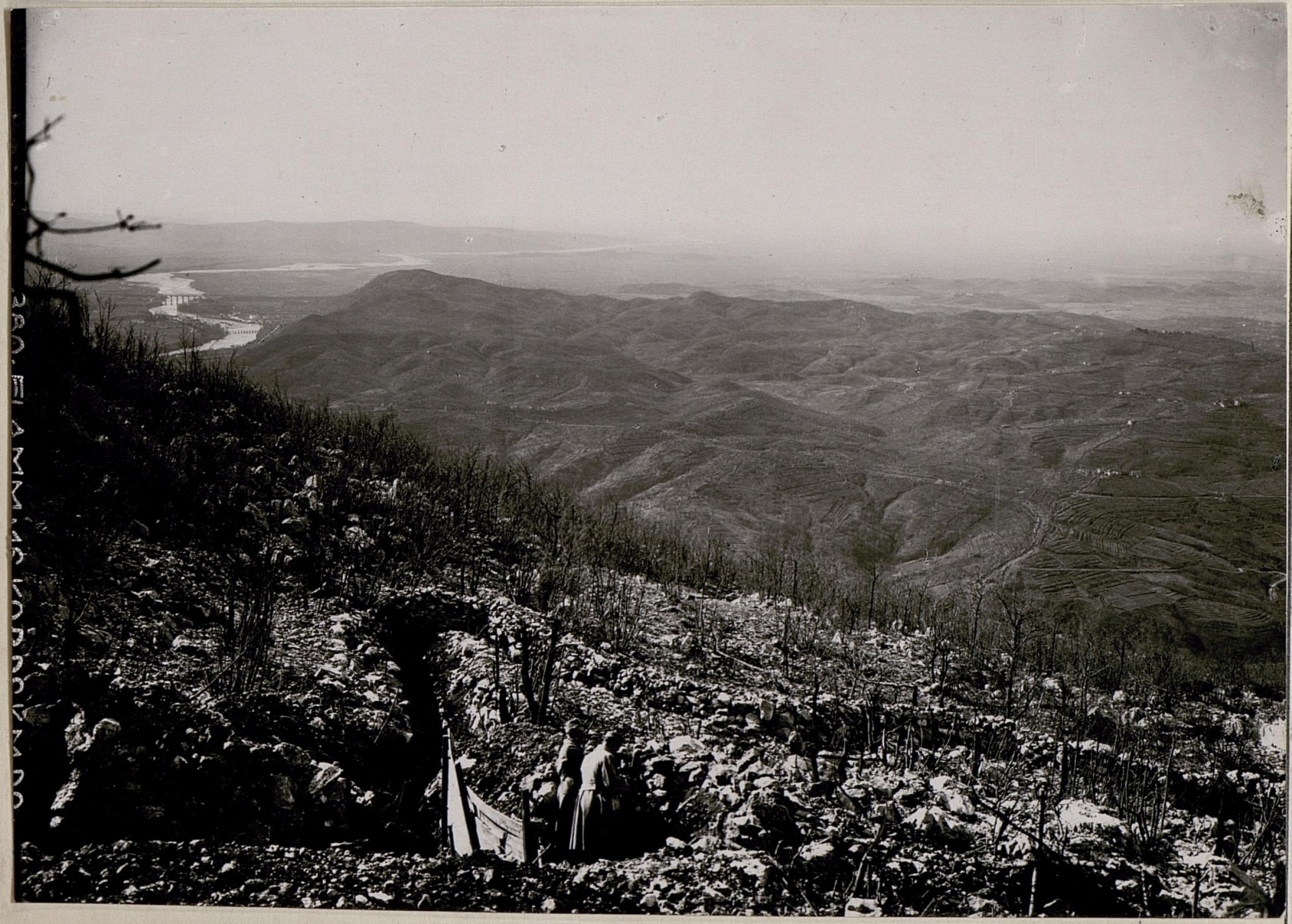
Troupe autro-hongroise sur le Sabotin.
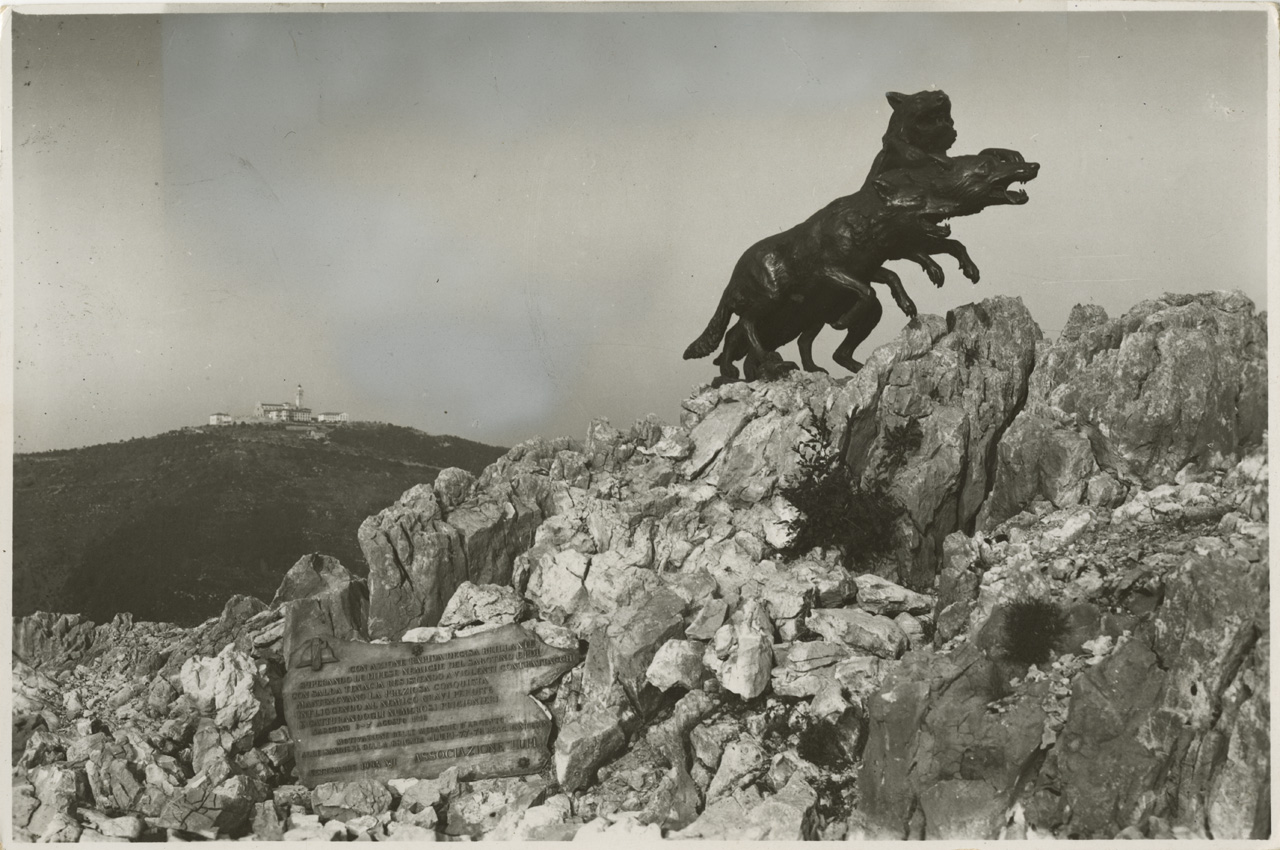
Monument aux Loups de Toscagne, 7e division d'infanterie et en arrière plan le couvent du Monte Santo[4].
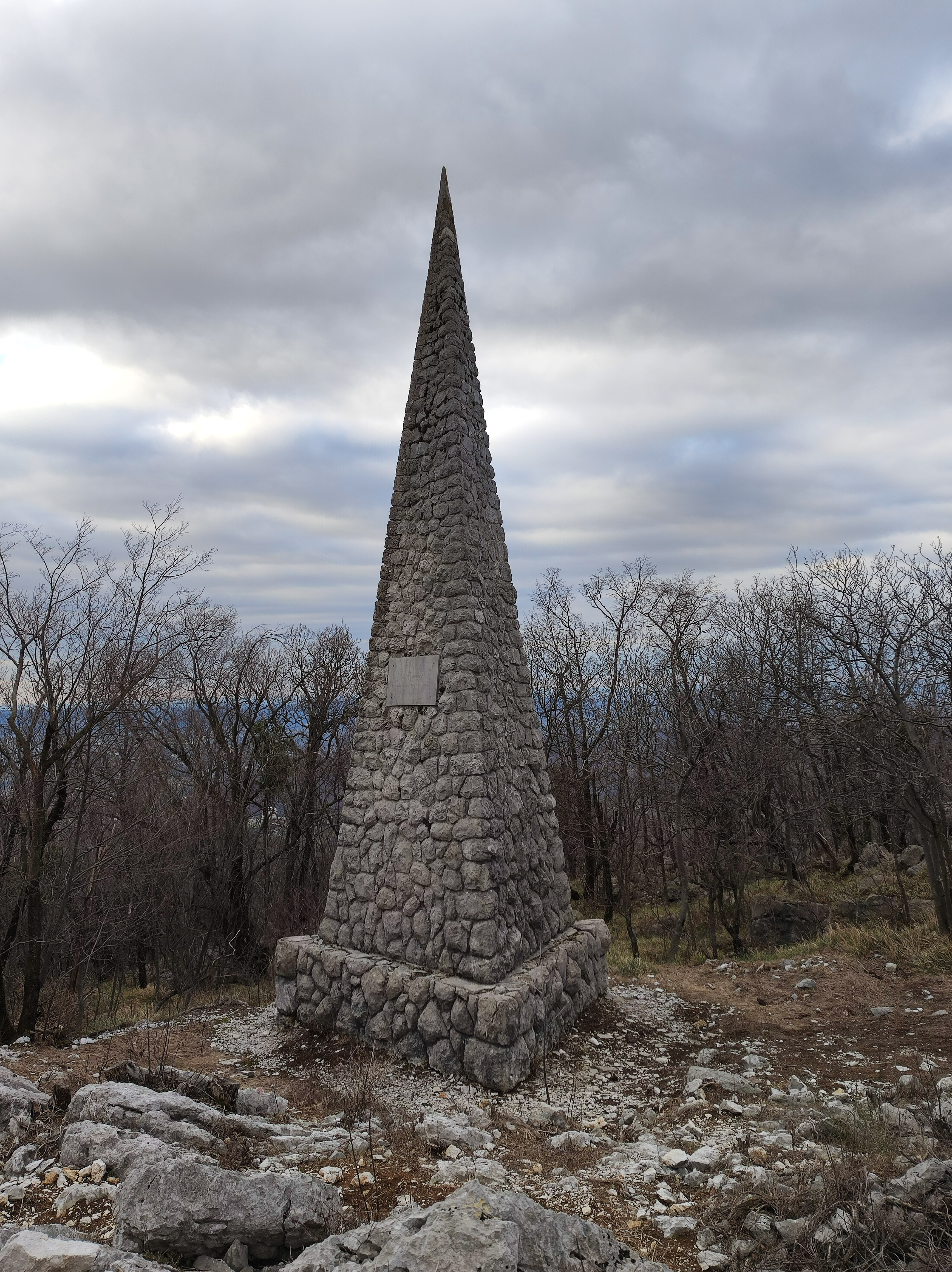
Pyramide marquant la ligne de front de la 6e  bataille de l'Isonzo.
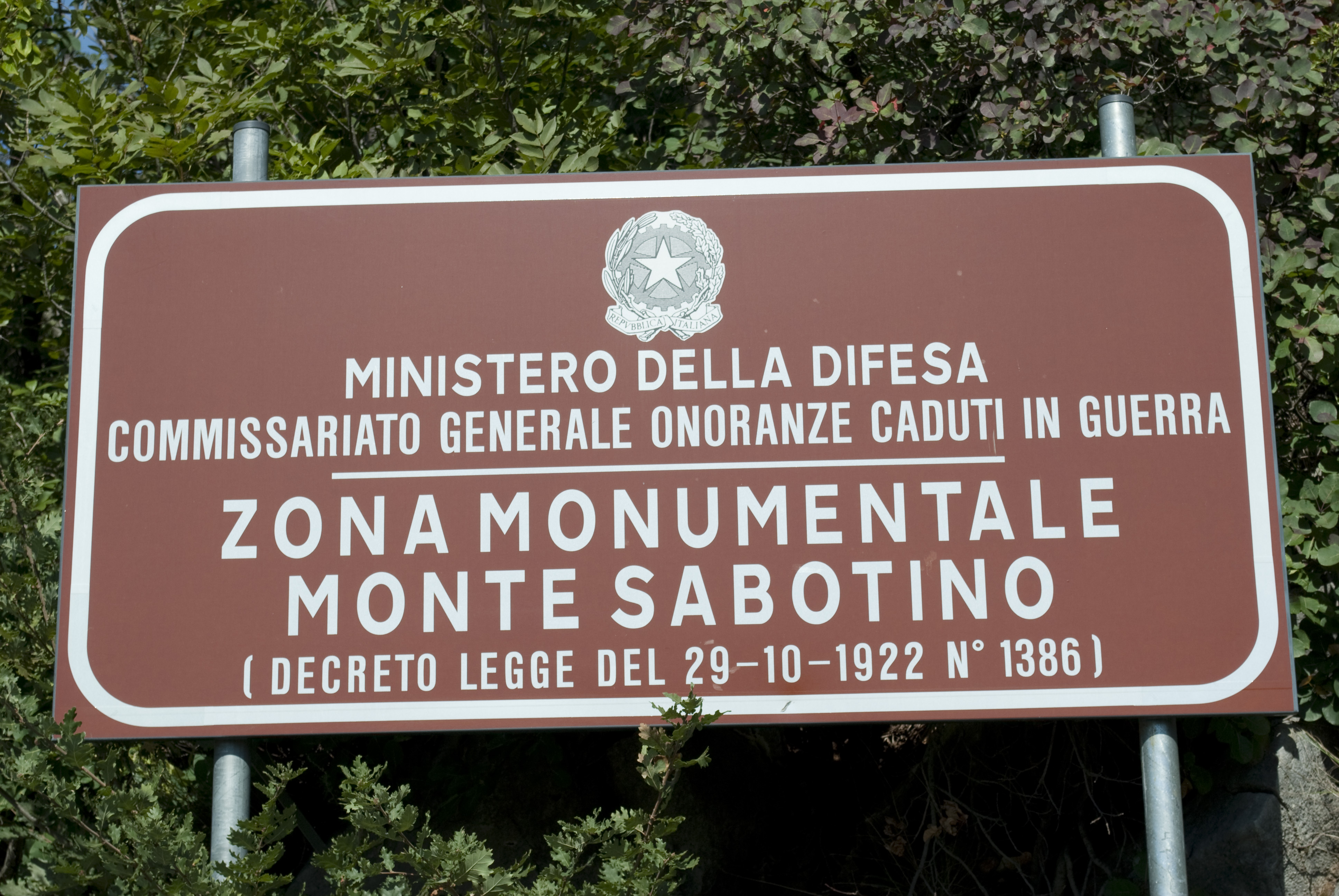
Panneau de classement du Sabotin.